# Залозецька селищна територіальна громада
Залозецька селищна громада — територіальна громада в Україні, в Тернопільському районі Тернопільської області. Адміністративний центр — селище Залізці.
Площа громади — 248,6 км², населення — 10 749 осіб (2020).
Утворена 14 вересня 2016 року шляхом об'єднання Залозецької селищної ради та Білоголівської, Гаї-за-Рудівської, Ратищівської, Серетецької, Тростянецької, Чистопадівської сільських рад Зборівського району.
19 липня 2020 року, в результаті адміністративно-територіальної реформи та ліквідації Зборівського району, громада увійшла до складу Тернопільського району.

## Населені пункти
У складі громади 1 селище (Залізці) і 17 сіл:
- Білоголови
- Білокриниця
- Бліх
- Гаї-за-Рудою
- Гаї-Розтоцькі
- Загір'я
- Мильне
- Нетерпинці
- Панасівка
- Підберізці
- Піщане
- Ратищі
- Ренів
- Серетець
- Тростянець
- Чистопади
- Чорний Ліс